# Uganda na Letnich Igrzyskach Paraolimpijskich 1976
Ugandę na Letnich Igrzyskach Paraolimpijskich w 1976 roku reprezentował 1 zawodnik w rzucie oszczepem. Nie zdobył on medalu dla swego kraju w Toronto.

## Wyniki

### Lekkoatletyka
| Zawodnik   | Konkurencja        | Wynik   | Pozycja | Źródło |
| ---------- | ------------------ | ------- | ------- | ------ |
| O. Obadiya | Rzut Oszczepem (C) | 32,18 m | 15.     | [ 1 ]  |